# Мусса Ваге
Мусса Ваге (фр. Moussa Wagué, нар. 4 жовтня 1998, Біньйона) — сенегальський футболіст, захисник хорватської «Гориці».

## Клубна кар'єра
Народився 4 жовтня 1998 року в місті Біньйона. Вихованець футбольної школи сенегальської філії катарської Aspire Academy.
2016 року уклав контракт з бельгійським «Ейпеном», який теж входить до мережі Aspire. Перший рік у Бельгії провів, граючи за молодіжну команду клубу, а з 2017 року почав залучатися до матчів його основної команди.
5 серпня 2018 року перейшов до іспанської «Барселони» за 5 мільйонів євро. У першому сезоні виступав переважно за другу команду «Барселона Б», і 13 квітня 2019 року дебютував в основному складі, провівши повний матч Ла-Ліги проти «Уески». У кінці 2019 року дебютував у Лізі чемпіонів УЄФА: 27 листопада 2019 року замінив Луїса Суареса на останні секунди матчу проти «Боруссії» (Дортмунд), а 10 грудня відіграв усі 90 хвилин у матчі останнього туру проти «Інтернаціонале», що вже не мав турнірного значення. Загалом за основну команду «Барселони» зіграв 6 матчів у всіх змаганнях.
31 січня 2020 року з метою здобуття ігрової практики перейшов в оренду до французької «Ніцци».

## Виступи за збірні
2015 року залучався до складу молодіжної збірної Сенегалу. На молодіжному рівні зіграв у 17 офіційних матчах.
2017 року дебютував в офіційних матчах у складі національної збірної Сенегалу.
У складі збірної — учасник чемпіонату світу 2018 року.
| Дата       | Місто        | Господарі    | Результат  | Гості                | Турнір                                   | Голи | Примітки  |
| ---------- | ------------ | ------------ | ---------- | -------------------- | ---------------------------------------- | ---- | --------- |
| 23-3-2017  | Лондон       | Нігерія      | 1 – 1      | Сенегал              | товариський матч                         | -    |           |
| 6-6-2017   | Дакар        | Сенегал      | 0 – 0      | Уганда               | товариський матч                         | -    |           |
| 10-6-2017  | Дакар        | Сенегал      | 3 – 0      | Екваторіальна Гвінея | Відбір до Кубка африканських націй 2019  | -    | 34'       |
| 2-9-2017   | Дакар        | Сенегал      | 0 – 0      | Буркіна-Фасо         | Відбір до ЧС 2018                        | -    |           |
| 5-9-2017   | Уагадугу     | Буркіна-Фасо | 2 – 2      | Сенегал              | Відбір до ЧС 2018                        | -    | 64'       |
| 7-10-2017  | Прая         | Кабо-Верде   | 0 – 2      | Сенегал              | Відбір до ЧС 2018                        | -    |           |
| 14-11-2017 | Дакар        | Сенегал      | 2 – 1      | ПАР                  | Відбір до ЧС 2018                        | -    |           |
| 27-3-2018  | Дакар        | Сенегал      | 0 – 0      | Боснія і Герцеговина | товариський матч                         | -    | 82'       |
| 31-5-2018  | Люксембург   | Люксембург   | 0 – 0      | Сенегал              | товариський матч                         | -    |           |
| 11-6-2018  | Гредіг       | Сенегал      | 2 – 0      | Південна Корея       | товариський матч                         | -    |           |
| 19-6-2018  | Москва       | Польща       | 1 – 2      | Сенегал              | ЧС 2018 - 1-й етап                       | -    |           |
| 24-6-2018  | Єкатеринбург | Сенегал      | 2 – 2      | Японія               | ЧС 2018 - 1-й етап                       | 1    |           |
| 28-6-2018  | Самара       | Сенегал      | 0 – 1      | Колумбія             | ЧС 2018 - 1-й етап                       | -    | 74'       |
| 23-3-2019  | Дакар        | Сенегал      | 2 – 0      | Мадагаскар           | Відбір до Кубка африканських націй 2019  | -    |           |
| 16-6-2019  | Ісмаїлія     | Сенегал      | 1 – 0      | Нігерія              | товариський матч                         | -    | Замінений |
| 23-6-2019  | Каїр         | Сенегал      | 2 – 0      | Танзанія             | Кубок африканських націй 2019 - 1-й етап | -    |           |
| 27-6-2019  | Каїр         | Сенегал      | 0 – 1      | Алжир                | Кубок африканських націй 2019 - 1-й етап | -    |           |
| 14-7-2019  | Каїр         | Сенегал      | 1 – 0 д.ч. | Туніс                | Кубок африканських націй 2019 - півфінал | -    | 110'      |
| 13-11-2019 | Тієс         | Сенегал      | 2 – 0      | Республіка Конго     | Відбір до Кубка африканських націй 2021  | -    |           |
| Усього     |              | Матчів       | 19         |                      | Голів                                    | 1    |           |

## Титули і досягнення
- Переможець Африканських ігор: 2015
- Срібний призер Кубка африканських націй: 2019